# Neuroxena aberrans
Neuroxena aberrans là một loài bướm đêm thuộc phân họ Arctiinae, họ Erebidae.